# Castelli partido
Castelli   egy partido (körzet) Argentínában a Buenos Aires tartományban. A fővárosa Castelli.

## Települések
Localidades
| - Castelli - Centro Guerrero - Cerro de la Gloria |